# Isotes oxybella
Isotes oxybella es una especie de insecto coleóptero de la familia Chrysomelidae.

## Taxonomía
Fue descrita científicamente en 1958 por Bechyne  como Synbrotica oxybella, en una revisión taxonomica posterior se asigno al genero Isotes.